# Svarteborgs församling
Svarteborgs församling var en församling i Göteborgs stift och i Munkedals kommun. Församlingen uppgick 2010 i Svarteborg-Bärfendals församling.

## Administrativ historik
Församlingen har medeltida ursprung och införlivade under medeltiden Aspångs församling och på 1500-talet Tose församling.
Församlingen var till 1500-talet moderförsamling i pastoratet Svarteborg och Tose, för att därefter till 1 maj 1921 vara annexförsamling i pastoratet Foss, Håby och Svarteborg. Från 1 maj 1921 till 1962 utgjorde församlingen ett eget pastorat för att därefter till 2010 vara moderförsamling i pastoratet Svarteborg och Bärfendal. Församlingen uppgick 2010 i Svarteborg-Bärfendals församling.

## Kyrkobyggnader
- Svarteborgs kyrka

### Fotnoter
1. ↑  Nationell Arkivdatabas Referenskod: SE/143005000, läst: 17 juni 2018.[källa från Wikidata]
2. ↑  ”Förteckning (Sveriges församlingar genom tiderna)”. Skatteverket. 1989. http://www.skatteverket.se/privat/folkbokforing/omfolkbokforing/folkbokforingigaridag/sverigesforsamlingargenomtiderna/forteckning.4.18e1b10334ebe8bc80003999.html. Läst 17 december 2013.
3. ↑  ”Församlingar”. Statistiska centralbyrån. https://www.scb.se/hitta-statistik/regional-statistik-och-kartor/regionala-indelningar/forsamlingar/. Läst 30 december 2022.